# Ella y yo
«Ella y Yo» es el cuarto sencillo del álbum God's Project del grupo de bachata Aventura con la participación de Don Omar.

## Video musical
El vídeo musical trata de la conversación que mantiene Don Omar con Romeo Santos acerca de la infidelidad del primero con una mujer casada. El video se desenvuelve con Don Omar exponiendo cómo el amor con su amante fue desarrollándose, mientras Romeo aconseja y expone la relación con su esposa como el rumbo que Don Omar debe tomar con su amor secreto para terminarlo a buen modo. El punto clave y brillante de la letra y del video de la canción es que se trata a Romeo, el vocalista de Aventura, como un personaje terciario y primario en la misma historia, siendo este el buen amigo y, como se ve al final, el esposo engañado sentimentalmente. Después de una conversación dolorosa para Don Omar, este se decide a confesar a su amigo Romeo que él es en realidad el esposo de la mujer al que él frecuenta. Dicho esto, riñen por unos momentos, acabando con una queja terminante que aparentemente los separa.

## Premios y referencias

### Billboard Latin Music Awards
- 2006: Tema Tropical Airplay del Año, Dúo o Grupo por «Ella y Yo» - Aventura Featuring Don Omar[1]

## Posicionamiento en las listas
| Lista (2005)                     | Mejor posición |
| -------------------------------- | -------------- |
| Billboard Hot 100                | 97             |
| Billboard Hot Latin Tracks       | 2              |
| Billboard Tropical Songs         | 1              |
| Billboard Regional Mexican Songs | 32             |